# 塞尔希奥·罗梅罗
沙治奧·赫尔曼·羅美路（西班牙語：Sergio Germán Romero，發音：[ˈseɾxjo xeɾˈman roˈmeɾo]；1987年2月22日—），生于米西奥内斯省的貝爾納多德伊里戈延，是阿根廷足球員，司職守门员，現效力於阿甲球隊小保加。

## 俱乐部生涯

### AZ阿尔克马尔
羅美路在阿甲球會竞赛队出身。2007年他以约150万欧元身价从竞赛队转会至范加尔執領的AZ阿尔克马尔。而在這支荷蘭球會，他取得了正選，但2008-09度的荷蘭盃就因他低級的犯錯導致在4強回合中以1-2敗給NAC比達。不過他贏取了該球季荷甲聯賽冠軍，並首次為AZ於歐聯及歐霸盃出賽。

### 森多利亞
2011年，剛降班意乙的森多利亞宣佈以210萬歐元購下羅梅羅，合約4年。羅梅羅成功協助於該年度第6位的森多利亞重升回意甲。

2013-14年度，羅梅羅被外借至法甲的摩納哥，但只出賽3場，最後摩納哥在該年度獲得第二名。

2014-15年度，羅梅羅回到森多利亞，但為第二號門將，甚少出場。

### 曼徹斯特聯
2015年7月27日，曼聯免費簽下羅美路，為期三年，合約可延長一年。羅美路再度和領隊范加尔合作。
羅美路於英超開鑼戰出場迎戰熱刺，並成功保持不失球，令曼聯 1-0 小勝熱刺。
在2016－17 賽季，他成為盃賽門將，並協助球隊贏得歐霸盃冠軍
可惜，羅美路始終敵不過，成為3號門將，而二號門將是。

### 威尼斯
在2021年的夏天轉會窗，他以自由身轉投威尼斯，很快便成為了1號門將。可惜，他未能夠為威尼斯擺脫降班危機，很快便成為2號門將。最後，隨着威尼斯的降班，他離開了威尼斯。

## 國家隊生涯
羅梅羅代表阿根廷队在于巴拉圭举行的2007年南美青年足球锦标赛和于加拿大举行的2007年世界20岁以下青年足球锦标赛中出场，比赛中阿根廷队一路取胜最终夺冠，并替换受伤的在2008年夏季奥林匹克运动会足球比赛中出场。

在2010年南非世界盃足球賽的八強淘汰賽時，由於撲救失誤過多，導致阿根廷最終以0比4輸給德國。但羅梅羅一直都是阿根廷的先發門將。

在2014年巴西世界盃足球賽羅梅羅表現出色，準決賽對上荷蘭，經過120分鐘仍然戰平，於互射十二碼階段成功撲出兩個十二碼，最後阿根廷以4:2戰勝荷蘭，踢入世界杯決賽，羅梅羅並獲選為該場最佳球員。
雖然阿根廷世界盃決賽在第113分鐘被德國遞補上場的戈策破門最後0:1輸球，但羅梅羅仍創下長達496分鐘不失球紀錄成為世界盃史上第3長時間不丟球的守門員，後入選世界杯金手套奖前3名提名。
2015年美洲杯足球賽羅梅羅依然是阿根廷在先發守門員上的第一選擇，他憑著出色的發揮讓阿根廷成為在整屆賽事中失球數最少的球隊，只可惜最後還是在決賽互射12碼輸身為主辦國的智利，屈居亞軍。
2016百年美洲杯羅梅羅和上屆相同成為阿根廷的先發球員，而羅梅羅在這屆的總失球數較上屆更少，其中在8強賽事對上委內瑞拉時撲出了一球12碼，在決賽阿根廷遇上了上屆對手智利，踢完了120分鐘仍然0:0平手和上屆一樣進入互射12碼的階段，對手智利第一棒派出了比達爾主罰被羅梅羅神勇撲出，但是主將梅西第一棒竟然踢高，錯失了本來可以領先的優勢，最後阿根廷再次落敗，連續2年美洲杯都在決賽遭到同樣對手擊敗，而羅梅羅依然以僅失2球再次成為失球數最少的門將，但是因為阿根廷2度在決賽落敗也讓羅梅羅都未能拿下賽事最佳守門員。
2018年，罗梅罗因伤病加重，无缘俄罗斯世界杯。

## 荣誉

### 俱乐部
阿爾克馬爾
2008-09年度荷蘭足球甲組聯賽: 冠軍

2009年告魯夫盾: 冠軍
曼徹斯特聯
2015-16年度英格蘭足總杯: 冠軍

2016-17年度英格蘭联赛盃：冠軍

2016-17年度歐霸盃：冠軍

2016年英格蘭社區盾：冠軍

### 國家隊
2008 (阿根廷国奥队) 2008年夏季奥林匹克运动会男子足球比赛: 冠軍

2007 (阿根廷U-20国家队) 2007年世界20岁以下青年足球锦标赛: 冠軍

2014年世界盃: 亞軍

2015年美洲盃足球賽: 亞軍

2016年美洲盃足球賽: 亞軍

## 生涯數字

### 球會
最後更新：2015年9月1日
| 球會          | 年度     | 聯賽     | 聯賽 | 聯賽 | 國家盃賽 | 國家盃賽 | 聯賽盃 | 聯賽盃 | 其他 | 其他 | 總數 | 總數 |
| 球會          | 年度     | 聯賽組別 | 出賽 | 入球 | 出賽     | 入球     | 出賽   | 入球   | 出賽 | 入球 | 出賽 | 入球 |
| ------------- | -------- | -------- | ---- | ---- | -------- | -------- | ------ | ------ | ---- | ---- | ---- | ---- |
| 竞赛队        | 2005–06  | 阿甲     | 0    | 0    | —        | —        | —      | —      | —    | —    | 0    | 0    |
| 竞赛队        | 2006–07  | 阿甲     | 5    | 0    | —        | —        | —      | —      | —    | —    | 5    | 0    |
| 竞赛队        | 總數     | 總數     | 5    | 0    | —        | —        | —      | —      | —    | —    | 5    | 0    |
| AZ阿尔克马尔  | 2007–08  | 荷甲     | 12   | 0    | 0        | 0        | —      | —      | 2    | 0    | 14   | 0    |
| AZ阿尔克马尔  | 2008–09  | 荷甲     | 28   | 0    | 3        | 0        | —      | —      | —    | —    | 31   | 0    |
| AZ阿尔克马尔  | 2009–10  | 荷甲     | 27   | 0    | 2        | 0        | —      | —      | 7    | 0    | 36   | 0    |
| AZ阿尔克马尔  | 2010–11  | 荷甲     | 23   | 0    | 3        | 0        | —      | —      | 5    | 0    | 31   | 0    |
| AZ阿尔克马尔  | 總數     | 總數     | 90   | 0    | 8        | 0        | —      | —      | 14   | 0    | 112  | 0    |
| 森多利亞      | 2011–12  | 意乙     | 29   | 0    | 0        | 0        | —      | —      | 1    | 0    | 30   | 0    |
| 森多利亞      | 2012–13  | 意甲     | 32   | 0    | 1        | 0        | —      | —      | —    | —    | 33   | 0    |
| 森多利亞      | 2014–15  | 意甲     | 10   | 0    | 1        | 0        | —      | —      | —    | —    | 11   | 0    |
| 森多利亞      | 總數     | 總數     | 71   | 0    | 2        | 0        | —      | —      | 1    | 0    | 74   | 0    |
| 摩納哥 (外借) | 2013–14  | 法甲     | 3    | 0    | 5        | 0        | 1      | 0      | —    | —    | 9    | 0    |
| 曼聯          | 2015–16  | 英超     | 4    | 0    | 0        | 0        | 0      | 0      | 2    | 0    | 6    | 0    |
| 生涯總數      | 生涯總數 | 生涯總數 | 173  | 0    | 15       | 0        | 1      | 0      | 16   | 0    | 206  | 0    |

### 國家隊統計資料
最後更新：2015年8月14日
| 阿根廷國家隊 | 阿根廷國家隊 |
| 年份         | 出賽         |
| ------------ | ------------ |
| 2009         | 4            |
| 2010         | 11           |
| 2011         | 10           |
| 2012         | 9            |
| 2013         | 10           |
| 2014         | 13           |
| 2015         | 13           |
| 合计         | 65           |